# Arleta Dudziak
Arleta Dudziak (ur. 23 kwietnia 1989) – polska niepełnosprawna biegaczka narciarska i biathlonistka, paraolimpijka z Vancouver.
Do polskiej kadry paraolimpijskiej dołączyła w 2009 roku. Wystartowała na mistrzostwach świata w 2009 roku w Vuokatti. Nie osiągnęła tam jednak żadnych sukcesów. Zajęła: 10. miejsce w biegu pościgowym i 9. miejsce w biegu indywidualnym w biathlonie oraz 11. miejsce w biegu krótkim w biegach narciarskich.
Ćwiczy w klubie "Start" Nowy Sącz, a jej trenerem jest Stanisław Ślęzak.
Jest uczennicą Zespołu Szkół Ogólnokształcących i Zawodowych Ekonomik w Limanowej.